# مارکل استارکس
مارکل استارکس (انگلیسی: Markel Starks؛ زادهٔ ۲۱ فوریهٔ ۱۹۹۱) بازیکن بسکتبال حرفه‌ای اهل ایالات متحده آمریکا است. او برای تیم دانشگاه جرج‌تاون بازی کرده‌است.